# Jérôme Gnako
Jérôme Gnako, né le 17 février 1968 à Bordeaux, est un footballeur international français évoluant au poste de milieu de terrain.

## Biographie
Formé aux Girondins de Bordeaux, où il débute en professionnel, il est prêté en 1988 à l'Olympique d'Alès en Division 2, puis signe et évolue les deux saisons suivantes au SCO Angers, toujours en Division 2. En 1991, il signe à l'AS Monaco et connaît son heure de gloire durant cette période monégasque.
Il s'impose en Division 1 et dispute notamment une finale de Coupe d'Europe, mais surtout connaît les joies de la sélection par deux fois : le 14 octobre 1992 en éliminatoires de la Coupe du Monde contre l'Autriche (victoire 2-0, entré en jeu à la 63e minute à la place de Laurent Fournier) et en amical le 16 février 1994 contre l'Italie (victoire 1-0, titulaire, remplacé à la 53e minute par Vincent Guérin). Ce match est le premier match d'Aimé Jacquet comme sélectionneur.
Il joue ensuite au FC Sochaux, qui le prête plus tard à l'OGC Nice, où sa carrière professionnelle s'achève prématurément à la suite d'une grave blessure au genou.
Depuis il tient un café-restaurant au Cap Ferret, au port de La Vigne et s'occupe d'une agence immobilière sur Bordeaux.

## Statistiques

### Générales
| Saison                | Club                    | Championnat           | Championnat | Championnat | Coupe(s) nationale(s) | Coupe(s) nationale(s) | Compétition(s) continentale(s) | Compétition(s) continentale(s) | Compétition(s) continentale(s) | France | France | Total | Total |
| Saison                | Club                    | Division              | M.          | B.          | M.                    | B.                    | Comp.                          | M.                             | B.                             | M.     | B.     | M.    | B.    |
| 1986-1987             | Girondins de Bordeaux   | Division 1            | 1           | 0           | -                     | -                     | -                              | -                              | -                              | -      | -      | 1     | 0     |
| 1987-1988             | Girondins de Bordeaux   | Division 1            | 1           | 0           | -                     | -                     | -                              | -                              | -                              | -      | -      | 1     | 0     |
| 1988-1989             | Girondins de Bordeaux   | Division 1            | 4           | 0           | -                     | -                     | -                              | -                              | -                              | -      | -      | 4     | 0     |
| Sous-total            | Sous-total              | Sous-total            | 6           | 0           | -                     | -                     | -                              | -                              | -                              | -      | -      | 6     | 0     |
| 1989-1990             | Olympique d'Alès (prêt) | Division 2            | 6           | 2           | -                     | -                     | -                              | -                              | -                              | -      | -      | 6     | 2     |
| Sous-total            | Sous-total              | Sous-total            | 6           | 2           | -                     | -                     | -                              | -                              | -                              | -      | -      | 6     | 2     |
| 1989-1990             | Angers SCO              | Division 2            | 31          | 4           | 1                     | 0                     | -                              | -                              | -                              | -      | -      | 32    | 4     |
| 1990-1991             | Angers SCO              | Division 2            | 32          | 4           | 2                     | 1                     | -                              | -                              | -                              | -      | -      | 34    | 5     |
| Sous-total            | Sous-total              | Sous-total            | 63          | 8           | 3                     | 1                     | -                              | -                              | -                              | -      | -      | 66    | 9     |
| 1991-1992             | AS Monaco               | Division 1            | 21          | 3           | 5                     | 2                     | C2                             | 7                              | 0                              | -      | -      | 33    | 5     |
| 1992-1993             | AS Monaco               | Division 1            | 33          | 9           | 2                     | 0                     | C2                             | 4                              | 0                              | 1      | 0      | 40    | 9     |
| 1993-1994             | AS Monaco               | Division 1            | 33          | 1           | 2                     | 0                     | C1                             | 10                             | 1                              | 1      | 0      | 46    | 2     |
| Sous-total            | Sous-total              | Sous-total            | 87          | 13          | 9                     | 2                     | -                              | 21                             | 1                              | 2      | 0      | 119   | 16    |
| 1994-1995             | FC Sochaux              | Division 1            | 14          | 0           | -                     | -                     | -                              | -                              | -                              | -      | -      | 14    | 0     |
| Sous-total            | Sous-total              | Sous-total            | 14          | 0           | -                     | -                     | -                              | -                              | -                              | -      | -      | 14    | 0     |
| 1995-1996             | OGC Nice                | Division 1            | 27          | 1           | -                     | -                     | -                              | -                              | -                              | -      | -      | 27    | 1     |
| Sous-total            | Sous-total              | Sous-total            | 27          | 1           | -                     | -                     | -                              | -                              | -                              | -      | -      | 27    | 1     |
| Total sur la carrière | Total sur la carrière   | Total sur la carrière | 203         | 24          | 12                    | 3                     | -                              | 21                             | 1                              | 2      | 0      | 238   | 28    |

### Matchs internationaux
| Matchs internationaux de Jérôme Gnako | Matchs internationaux de Jérôme Gnako | Matchs internationaux de Jérôme Gnako | Matchs internationaux de Jérôme Gnako | Matchs internationaux de Jérôme Gnako | Matchs internationaux de Jérôme Gnako   | Matchs internationaux de Jérôme Gnako                        |
| #                                     | Date                                  | Lieu                                  | Adversaire                            | Résultat                              | Compétition                             | Notes                                                        |
| ------------------------------------- | ------------------------------------- | ------------------------------------- | ------------------------------------- | ------------------------------------- | --------------------------------------- | ------------------------------------------------------------ |
| 1                                     | 14 octobre 1992                       | Parc des Princes, Paris, France       | Autriche                              | V 2 - 0                               | Éliminatoires de la Coupe du monde 1994 | Entre en jeu à la place de Laurent Fournier à la 63e minute. |
| 2                                     | 16 février 1994                       | Stade San Paolo, Naples, Italie       | Italie                                | V 1 - 0                               | Match amical                            | Titulaire, remplacé par Vincent Guérin à la 53e minute.      |

## Palmarès

### En club
- Champion de France en 1987 avec les Girondins de Bordeaux
- Finaliste de la Coupe d'Europe des Vainqueurs de Coupe en 1992 avec l'AS Monaco
- Vice-Champion de France en 1988 avec les Girondins de Bordeaux et en 1992 avec l'AS Monaco
- Demi-Finaliste de la Ligue des Champions en 1994  avec l'AS Monaco

### Statistiques
- 134 matches et 14 buts en Division 1
- 69 matches et 10 buts en Division 2